# 臺中市東區樂業國民小學
臺中市東區樂業國民小學（簡稱樂業國小），是臺灣臺中市東區的一所市立國民小學。前身為臺中糖廠供員工子弟就讀之小學。

## 歷史
1945年大日本帝國投降後，行政院資源委員會，負責接受台灣經濟產業，將大日本、帝國、明治、鹽水港四大製糖株式會社，合組台灣糖業公司，派於升峰接受台灣中部全部糖廠，並任命為台中糖廠首任廠長。
1947年二二八事件後，因擔心在廠區外讀書的幼年子弟，故廠長延聘呂惠容籌辦「臺中市東區私立台糖小學」（俗稱台糖附設子弟學校，簡稱糖廠小學），於台中糖廠東北隅，靠近縱貫鐵路邊（原堆放煤炭煤油之場所，現已開闢為復興東路）。雙十節舉辦成立典禮，廠長於升峰宣佈實施『科任制』，一反一般國民學校『包班制』。學校師生制服及一切書籍、簿本、學用品等，均由糖廠免費供應，並通令全體員工適學齡子女，必須轉學入台糖小學，否則家長應即離職。
1949年，改校名為「臺中市東區台糖國民學校」，並停授英語科。
1968年實施九年國民教育，8月改由臺中市政府接辦，易名為「臺中市東區樂業國民小學」 。

## 歷任校長
1. 呂惠容
2. 俞明
3. 樂葆華
4. 郭紹武
5. 劉競雲（糖廠小學末任）
6. 廖孟義：1968年8月－1974年8月
7. 洪湘樹：1974年8月－1979年9月
8. 冀維仁：1979年9月－1987年8月
9. 孫朝芝：1987年8月－1992年2月
10. 賴松雄：1992年2月－1994年2月
11. 辜泰洲：1994年2月－1996年8月
  1. 張宏成：1996年8月－1997年2月（代理）
  2. 翁國禎：1997年2月－1997年8月（代理）
12. 施孜姿：1997年8月－2005年8月
13. 曾淑眞：2005年8月－2010年10月
  1. 黃圓媛：2010年10月─2011年2月（代理）
14. 張添琦：2011年2月－2018年7月
15. 吳桂芬：2018年8月-迄今

## 學區
- 干城（第6、11～20鄰及第7鄰福智街以南）
- 新庄（第33鄰）
- 泉源（第1～15鄰）

## 外部連結
- 臺中市東區樂業國民小學 （页面存档备份，存于）